# 议会迷
议会迷（德語：parlamentarische Kretinismus）是卡尔·马克思创造的贬义术语，最早见于他1852年发表的《路易·波拿巴的雾月十八日》。 该词被用于描述一种认为社会主义社会可以通过和平的议会手段实现的信念。马克思和恩格斯认为这是社会主义运动的致命错觉，相信这只会浪费时间而让反动势力发展壮大。
恩格斯说：“议会迷这样一种不治之症，这种症候使它的不幸的患者充满了一种庄严的信念，似乎整个世界，它的历史和它的未来，都要由这个很荣幸地得到他们作为议员的代议机关的多数票来支配和决定”。